# Une femme douce
Une femme douce é um filme francês de 1969, do gênero drama, dirigido por Robert Bresson, com roteiro baseado no conto Krotkaya (cirílico: Кроткая), de Fiódor Dostoiévski.
Foi o primeiro filme colorido de Bresson e marca a estreia de Dominique Sanda no cinema.

## Sinopse
O filme conta, através de flashbacks, a história de uma mulher infeliz por não conseguir se adaptar ao comportamento e caráter do marido, o que termina por levá-la ao suicídio.

## Elenco
- Dominique Sanda .... Elle
- Guy Frangin .... Luc, o marido
- Jeanne Lobre .... Anna
- Claude Ollier .... o médico
- Jacques Kébadian
- Gilles Sandier
- Dorothée Blank